# Lithocarpus echinophorus
Lithocarpus echinophorus (Hickel & A.Camus) A.Camus – gatunek roślin z rodziny bukowatych (Fagaceae Dumort.). Występuje naturalnie w Mjanmie, południowych Chinach (w południowej części Junnanu), Laosie oraz północnym Wietnamie. 

## Morfologia
PokrójZimozielone drzewo dorastające do 15 m wysokości.
LiścieBlaszka liściowa jest nieco skórzasta i ma podłużny, eliptyczny lub lancetowaty kształt. Mierzy 9–15 cm długości oraz 1,5–4 cm szerokości, jest całobrzega, ma klinową nasadę i spiczasty wierzchołek. Ogonek liściowy jest owłosiony i ma 10–15 mm długości.
OwoceOrzechy o kulistym kształcie. Osadzone są pojedynczo w niemal kulistych miseczkach do 50–75% ich długości.

## Biologia i ekologia
Rośnie w wiecznie zielonych lasach. Występuje na wysokości od 1900 do 2000 m n.p.m. Owoce dojrzewają od października do listopada. 